# The Legend of Alice May
Chapter 6: The Legend of Alice May (Capítulo 6: La Leyenda de Alice May en América Latina, y La leyenda de Alice May en España), es el sexto episodio de la primera temporada de la serie de televisión animada Scooby-Doo! Misterios, S. A..
El guion principal fue elaborado por Mitch Watson, Anson Jew y Joey Mason se encargaron de dibujar el guion gráfico, y Victor Cook estuvo a cargo de la dirección general. El episodio fue producido por la compañía Warner Bros. Animation, a manera de secuela de la serie original de Hanna-Barbera Productions, Scooby-Doo ¿dónde estás? (1969).
Se estrenó oficialmente en los Estados Unidos el 16 de agosto de 2010 por Cartoon Network. En Hispanoamérica y Brasil, el episodio se estrenó oficialmente el 10 de abril de 2011 a las 17:00 a través de Cartoon Network.

## Argumento
De noche, un chico llamado Randy es recogido en la calle por una hermosa chica con la que va a ir a su graduación. Randy, ya en la limusina, comienza a ser seducido por la chica, hasta que ella le dice la frase «eres el elegido». Arrancándose la cara como si esta no existiera, la chica revela ser un espeluznante monstruo, que secuestra al chico.

En la residencia Rogers, Shaggy, Scooby y Vilma se encuentran viendo un maratón de películas de Vincent Van Ghoul, pero la pequeña castaña no parece estar muy animada esa noche, pese a que a ella le encantan las películas de horror. Aprovechando una rápida retirada de Scooby, Shaggy le pregunta qué le sucede, y Vilma le recuerda que este año la maratón cae en su mes de aniversario, justo en la noche del baile de graduación de la secundaria Gruta de Cristal. Vilma sugiere que en el baile los dos puedan anunciar su noviazgo oficialmente, pero Shaggy ve esto como un dilema, ya que también quiere terminar de ver el maratón con Scooby y además no se siente listo para decirle aún que Vilma y él son pareja, por temor de que su mejor amigo se resienta con él.

Al día siguiente en la escuela, Fred ayuda a una chica que tiene problemas con su casillero, la chica resulta ser la misma que secuestró a Randy, quien en esta ocasión se presenta como una nueva alumna, bajo el nombre de Alice May. Fred se ofrece a acompañar a Alice y ayudarla en todo, y ella comienza a seducirlo, enfureciendo a Daphne. Todos los estudiantes son citados para reunirse en una sala, donde el alcalde Fred Jones y el Sheriff Stone les advierten sobre las recientes apariciones de una limusina y una chica fantasma que secuestra, en particular, a muchachos. En la reunión, Fred aparece con Alice, poniendo de nuevo celosa a Daphne, quien prefiere investigar más sobre los muchachos desaparecidos de los que el Señor E les habló, que seguirle haciendo caso a Fred. Esa misma noche en la biblioteca de la escuela, Daphne descubre que todos los archivos sobre los chicos desaparecidos fueron borrados, como si alguien no quisiera que nadie los encontrase. De pronto, la pelirroja comienza a ser atacada y acechada por una figura. Tratando de escapar, se encuentra con Alice, quien alega estar en la escuela para bañarse, ya que en su casa aún no han instalado duchas. Daphne finge irse y espía a Alice, descubriendo que la chica desciende al sótano.

Al día siguiente, en el estudio K-Ghoul, Daphne le cuenta lo sucedido a la pandilla, temiendo que Alice sea la chica fantasma, aunque Fred no está seguro de que esto sea verdad. Daphne, preocupada por él, intenta persuadirlo de alejarse de Alice, pero el muchacho es muy distraído y no entiende los sentimientos de su amiga. cuando Daphne lo confronta preguntándole si Alice le gusta, Freddy evita la pregunta y se va. Investigando en su computadora, Angel Dinamita le explica al grupo que existe una leyenda de una chica fantasma que raptaba muchachos unos días antes del baile de graduación para que formasen parte de su ejército de hombres.

Al anochecer, habiendo conseguido la dirección de Alice, la pelirroja reúne a toda la pandilla para investigar sobre la chica fantasma. Al llegar al cementerio, que es donde supuestamente vive Alice, Daphne se va con Scooby, mientras que Vilma y Shaggy se van juntos. Estando solos, Shaggy trata de decirle a Vilma que no está seguro de ir al baile con ella, pero esta se enfurece, haciéndole cambiar de opinión inmediatamente. Entusiasmada, Vilma salta a sus brazos, pero son interrumpidos por los gritos de alarma de Daphne y Scooby.

La chica fantasma comienza a perseguir a toda la pandilla, obligándolos a refugiarse en una cripta. Allí los chicos descubren una lápida grabada con el apellido Carswell, y al abrirla, encuentran el disfraz que usaba el "Rastreador", un fantasma ya capturado por la pandilla que había resultado ser el señor Carswell quien era presidente de un banco y planeaba apoderarse de todo el dinero. Fred aparece repentinamente para el alivio de toda la pandilla, en especial de Daphne, quien trata por todos los medios de decirle a Fred que Alice es en verdad el fantasma. Pero Fred malinterpreta sus intenciones, creyendo que ella había averiguado que Alice lo invitó al baile, y que eso arruinaría su amistad. Al enterarse de esto, Daphne pierde todas las esperanzas, sabiendo que Fred nunca iría al baile con ella.

El día del baile de graduación finalmente llega y los chicos comienzan a prepararse para asistir. Shaggy se escabulle de Scooby para poder irse con Vilma, pero Scooby, quien lo ve irse en una limusina, cree que su mejor amigo ha sido secuestrado por la chica fantasma y sale corriendo detrás del vehículo. Mientras tanto, Daphne llora sola en su casa, pero su hermana Delilah viene a darle ánimos. La pelirroja alcanza a Fred, y con una frase romántica, intenta confesarle una vez más lo que siente por él, y le dice que esta es su última oportunidad para decidirse. Fred se va con Daphne, rechazando a Alice, quien se va furiosa sin despedirse del muchacho. En medio del baile, un desesperado Scooby les advierte a Daphne y Fred del supuesto secuestro de Shaggy. El salón es entonces atacado por la chica fantasma, cuyo blanco principal parece ser Fred. Encontrando a Shaggy y Vilma, los chicos huyen al sótano, donde encuentran la ropa de Alice en la mochila de la cripta Carswell. Con Freddy como cebo, y con ayuda de una trampa improvisada, la pandilla atrapa a la chica fantasma y la desenmascaran, revelando que es Alice May, cuyo verdadero apellido es Carswell, la legítima hija del "Rastreador". Alice les explica que trataba de vengarse de Misterio a la Orden por encerrar a su padre, pero para ello debía deshacerse de su líder. Ella confiesa haber hecho su disfraz de chica fantasma modificando el traje del Rastreador, y admite haber secuestrado a Randy para así atraer la atención de la pandilla.

Alice es arrestada y Daphne está satisfecha de que Fred esté a salvo, pero Scooby, enfadado con Shaggy por haber ido al baile con Vilma sin decírselo, se molesta con su mejor amigo. Daphne nota la mochila de Alice y trata de dársela al Sheriff, pero este ya se ha ido. Al revisarla, los chicos descubren que la mochila contiene un antiguo anuario de la secundaria Gruta de Cristal, en el cual hay una página marcada, dedicada a: Brad Chiles, Ricky Owens, Cassidy Williams, Judy Reeves y su mascota el profesor Pericles, un grupo de chicos que también resolvían misterios en la ciudad, llamados "Misterios, S. A.". La pareja retratada en el medallón de Daphne eran Brad y Judy, quienes tienen un extraño parecido con Fred y Daphne.

Unas horas más tarde, en la prisión, Alice es liberada por un hombre de confianza: uno de los secuaces del Señor E, quien le agradece por cumplir con su trabajo, el cual consistía en hacerse pasar por la supuesta hija de Carswell y dejar el anuario para que los chicos lo encontraran. En realidad, Carswell nunca tuvo una hija. Todo había sido un plan del Señor E, quien necesita que Fred, Daphne, Vilma, Shaggy y Scooby-Doo sigan investigando el verdadero misterio que esconde Gruta de Cristal y la desaparición de los 4 jóvenes que se parecen tanto a Scooby y su pandilla. Satisfecha, Alice sube a su auto y se aleja del pueblo.